# Kiesarrondissement Bergen-Zinnik
Het Belgische kiesarrondissement Bergen-Zinnik  omvat de administratieve arrondissementen Bergen en Zinnik.
Het geldt vanaf 1995 als kiesarrondissement voor de verkiezingen van het Waals Parlement en de Provincieraad. Voorheen was elk arrondissement een afzonderlijk kiesarrondissement.
Sinds 2003 worden de Federale Verkiezingen georganiseerd in de kieskring Henegouwen die de hele provincie Henegouwen omvat.

## Structuur
| Charleroi        | Charleroi        | Supranationaal     | Nationaal                         | Nationaal                         | Gemeenschap                 | Gewest          | Provincie       | Arrondissement  | Provinciedistrict | Kanton          | Gemeente        |
| ---------------- | ---------------- | ------------------ | --------------------------------- | --------------------------------- | --------------------------- | --------------- | --------------- | --------------- | ----------------- | --------------- | --------------- |
| Administratief   | Niveau           | Europese Unie      | België                            | België                            | Wallonië                    | Wallonië        | Henegouwen      | Bergen Zinnik   |                   |                 | 21              |
| Administratief   | Bestuur          | Europese Commissie | Belgische regering                | Belgische regering                | Franse Gemeenschapsregering | Waalse regering | Deputatie       | Deputatie       | Deputatie         | Deputatie       | Gemeentebestuur |
| Administratief   | Raad             | Europees Parlement | Kamer van volksvertegenwoordigers | Kamer van volksvertegenwoordigers | Waals Parlement             | Waals Parlement | Provincieraad   | Provincieraad   | Provincieraad     | Provincieraad   | Gemeenteraad    |
| Kiesomschrijving | Kiesomschrijving | Frans Kiescollege  | Kieskring Henegouwen              | Kieskring Henegouwen              | Bergen-Zinnik               | Bergen-Zinnik   | Bergen-Zinnik   | Bergen-Zinnik   | 5                 | 10              | 21              |
| Verkiezing       | Verkiezing       | Europese           | Federale                          | Federale                          | Waalse                      | Waalse          | Provincieraads- | Provincieraads- | Provincieraads-   | Provincieraads- | Gemeenteraads-  |

- Het arrondissement Bergen omvat:
  - de provinciedistricten Bergen en Boussu.
  - de kantons Bergen, Boussu, Lens, Frameries  en Dour.
  - de gemeenten Bergen, Boussu, Hensies, Quaregnon, Saint-Ghislain, Jurbeke, Lens, Colfontaine, Dour, Honnelles, Quiévrain, Frameries en Quévy.
- Het arrondissement Zinnik omvat:
  - het provinciedistrict Zinnik en La Louvière.
  - de kantons La Louvière, Le Roeulx, Edingen, Lessen en Zinnik.
  - de gemeenten La Louvière, Le Roeulx, Edingen, Opzullik, Lessen, 's-Gravenbrakel, Écaussinnes en Zinnik.